# Università cattolica del Cile settentrionale
L'Università cattolica del Cile settentrionale è un'università cilena di diritto pontificio con sede ad Antofagasta.

## Storia
Fondata il 31 maggio 1956 dalla Compagnia di Gesù, grazie ad un incarico testamentario di Berta González Moreno, vedova di Astorga, come scuola di pedagogia e ingegneria, ha iniziato la sua attività il 25 marzo 1957 con un'iscrizione di 100 studenti e 20 insegnanti ed è stata riconosciuta dallo Stato con legge 4 febbraio 1964; inoltre e un'università cattolica approvata dalla Santa Sede, attraverso l'arcivescovo di Antofagasta, che ricopre il ruolo di gran cancelliere. È l'ottava università più antica della Repubblica del Cile e la terza università cattolica creata nel paese.

## Struttura
La sua sede si trova nella città di Antofagasta, ha un campus nella città di Coquimbo, con uffici a San Pedro de Atacama e, inoltre, diverse altre strutture in tutto il nord del Cile.
L'università ha 7 facoltà, 20 dipartimenti, 8 scuole, 3 istituti, 7 centri dedicati alla ricerca e un parco scientifico e tecnologico ed è dislocato in quattro strutture principali: Campus Central House ad Antofagasta, Campus Guayacan a Coquimbo, San Pedro de Atacama e Taltal.

## Organizzazione

### Facoltà
- Facoltà di Ingegneria e Scienze delle Costruzioni
- Facoltà di Scienze
- Facoltà di Scienze Marine
- Facoltà di Economia e Amministrazione
- Facoltà di Lettere
- Facoltà di Ingegneria e Scienze Geologiche

scuola di Medicina
- Facoltà di Scienze Giuridiche

### Dipartimenti
- Dipartimento di Acquacoltura
  - Ingegneria dell'acquacoltura
  - Master in Acquacoltura
  - Dottorato in Acquacoltura
- Dipartimento di Biologia Marina

biologia marina
- - Master in Scienze Marine Menzione in Risorse Costiere
- Dipartimento di Fisica
  - Laurea in Fisica con menzione in Astronomia
  - Laurea Magistrale in Fisica
  - Dottorato in Scienze con Menzione in Fisica
- Dipartimento di Matematica
  - Laurea in Matematica
  - Pedagogia in Matematica e Informatica
  - Menzione di Laurea Magistrale in Matematica
  - Dottorato in Scienze. Menzione matematica
- Dipartimento di Scienze Chimiche
  - Analista chimico
  - Laurea in chimica
  - Chimica ambientale - Chimica nella metallurgia estrattiva
- Dipartimento di Scienze Chimiche e Farmaceutiche
  - Chimica e Farmacia
- Dipartimento di Scienze Geologiche

geologia
- - Master in Geologia Economica. Menzione Esplorazione
  - Dottorato in Scienze. Menzione geologica
  - Dipartimento di gestione delle costruzioni
- Ingegneria delle Costruzioni
- Ingegneria nella prevenzione dei rischi e nell'ambiente
- Ingegneria civile nella gestione delle costruzioni
- Master in Project Management Integrale - MEGIP
  - Dipartimento di Economia
- Master in Scienze Regionali
- Ingegneria in Sistemi Informativi Aziendali e Controllo di Gestione
  - Dipartimento di Studi Umanistici
  - Dipartimento di Ingegneria Civile
  - Ingegneria Civile
- Dipartimento di Ingegneria metallurgica e mineraria
  - Ingegneria dell'esecuzione metallurgica
  - Ingegneria Civile Metallurgica
  - Ingegneria Civile Mineraria
- Dipartimento di Scienze Aziendali
- Dipartimento di Ingegneria dei Sistemi
  - Ingegneria Civile in Informatica e Informatica
  - Ingegneria dell'esecuzione in informatica e informatica
- Dipartimento di Ingegneria Industriale

Ingegneria Civile Industriale
- - Master in Ingegneria Industriale
  - Dottorato in Ingegneria Industriale
- Dipartimento di Ingegneria Chimica
  - Ingegneria Civile Chimica
  - Ingegneria dell'esecuzione nei processi chimici
  - Ingegneria Civile Ambientale
- Dipartimento di Teologia di Antofagasta
- Dipartimento di Teologia di Coquimbo
- Dipartimento di Cliniche

## Rettori
Ci sono stati quattordici rettori che hanno diretto l'università nel corso della sua storia; i primi furono nominati Direttori, fino all'autonomia dell'Ateneo nel 1964. Durante la dittatura militare , quattro "Rettori-Delegati" furono nominati dalla Giunta di Governo Militare.
- Gerardo Claps Gallo (1956 - 1960)
- Francisco Dussuel Díaz (1960 - 1961)
- Carlos Pomar Mardones (1961 - 1962)
- Gustavo Arteaga Barros (1963 - 1966)
- Carlos Aldunate Lyon (1966 - 1968)
- Alfonso Salas Valdés (1969)
- Miguel Campo Rodríguez (1969 - 1973)
- Hernán Danyau Quintana (1973 - 1977)
- Jaime Oviedo Cavada (1977 - 1980)
- Jorge A. Alarcón Johnson (1980 - 1990)
- Yerko Torrejón Koscina (1990)
- Juan Music Tomicic (1990 - 2001)
- Misael Camus Ibacache (2001 - 2013)
- Jorge Tabilo Álvarez (2013 - 2021)
- Rodrigo Alda Varas (dal 2021)

## Gran cancellieri
Il Gran Cancelliere ha l'alto insegnamento dell'università ed è il suo collegamento diretto e immediato con le autorità della Chiesa cattolica, in particolare con la Santa Sede. La sua funzione primaria è garantire che l'università risponda alla sua identità cattolica come istituto di istruzione superiore. L'arcivescovo dell'arcidiocesi di Antofagasta è, a pieno titolo, il Gran Cancelliere dell'Università Cattolica del Cile settentrionale.
- Hernán Frías Hurtado (31 maggio 1956 - 24 maggio 1957)
- Francisco de Borja Valenzuela Ríos (20 agosto 1957 - 25 marzo 1974)
- Carlos Oviedo Cavada, O. de M. (25 marzo 1974 - 30 marzo 1990)
- Patricio Infante Alfonso (12 dicembre 1990 - 26 novembre 2004)
- Pablo Lizama Riquelme (26 novembre 2004 succeduto - 8 giugno 2017)
- Ignacio Francisco Ducasse Medina, dall'8 giugno 2017